# Tommaso D'Apice
Tommaso D'Apice (Benevento, 30 giugno 1988) è un ex rugbista a 15 italiano, in carriera attivo nel ruolo di tallonatore e 11 volte internazionale per l'Italia con la quale ha preso parte alla Coppa del Mondo di rugby 2011.

## Biografia
Proveniente da una famiglia di rugbisti sanniti (suo padre Giuseppe militò in serie A con Partenope e Benevento negli anni 70/80), D'Apice crebbe nelle giovanili dell'U.S. Rugby Benevento. Vinse due scudetti nei campionati giovanili, uno under 17 contro la Benetton Treviso e uno under 19 contro il Petrarca Padova. Esordì in prima squadra nel 2007 ad appena 19 anni.
Tommaso D'Apice iniziò a giocare nel Super 10 con il Rugby Calvisano nella stagione 2008-2009. In seguito ai problemi finanziari del club si trasferì al Rugby Roma, e successivamente, dal 2011, venne ingaggiato dalla franchigia degli Aironi per disputare il Pro12. Nello stesso anno, il 13 agosto 2011, D'Apice debuttò con la nazionale italiana durante la partita contro il Giappone disputata a Cesena. Fu pure selezionato nella rosa di giocatori convocati per la Coppa del Mondo di rugby 2011, collezionando una presenza contro la Russia.
Nel 2012, dopo che la FIR revocò la licenza agli Aironi per motivi economici, D'Apice venne ingaggiato dalla squadra inglese del Gloucester per giocare nella English Premiership dopo avere firmato un contratto per una stagione. Nel 2013 tornò in Italia per giocare con la franchigia delle Zebre.